# کالک
کالک (به چکی: Kalek) یک منطقهٔ مسکونی در جمهوری چک است که در ناحیه خوموتوو واقع شده‌است. کالک ۴۸٫۶۹ کیلومتر مربع مساحت و ۲۰۷ نفر جمعیت دارد و ۷۰۰ متر بالاتر از سطح دریا واقع شده‌است.